# Bajt Hánún
Bajt Hánún (arabsky بيت حانون‎) je město v severovýchodní části Pásma Gazy státu Palestina. Podle palestinského centrálního statistického úřadu zde v polovině roku 2006 žilo celkem 32 187 obyvatel. Před válkou Izraele s Hamásem v roce 2023 to bylo 35 000 obyvatel, podle jiných zdrojů to v roce 2017 bylo 50 000 lidí. V důsledku války se město zcela vylidnilo. 
Město bylo spravováno Palestinskou samosprávou. Protéká jím potok Hánún a nachází se 6 km od jihoizraelského města Sderot.

## Válka Izraele s Hamásem 2023
Město se po útoku Hamásu na Izrael v říjnu 2023 stalo jedním z prvních, na které směřovalo intenzivní bombardování ze strany Izraele. Město se na mnoha místech proměnilo jen v hromady sutin a obyvatelé ho opustili. Zničeny nebo poškozeny byly obytné budovy, školy, nemocnice, mešity.

## Osobnosti
- Bisan Owda (* 1997) – palestinská filmařka a novinářka